# Кітовіни
Кітовіни (пол. Kitowiny) — село в Польщі, у гміні Броди Стараховицького повіту Свентокшиського воєводства.
У 1975-1998 роках село належало до Келецького воєводства.